# Игор Векић
Игор Векић (Мурска Собота, 6. мај 1998) је словеначки фудбалер који игра на позицији голмана за данског прволигаша Веље и репрезентацију Словеније.

## Играчка каријера

### Клубови
Векић је дебитовао у словеначкој Првој лиги за Браво 9. августа 2019. у утакмици против Алуминија.
У лето 2023. године, након што је провео две године на позајмици у Пасосу де Фереири, Векић је потписао уговор са данском суперлигашом Вејле Болдклубом до 2026. године.

### Репрезентација
Векић је дебитовао за Словенију у пријатељској утакмици у јануару 2024. у гостима против Сједињених Држава.